# 菊池九郎

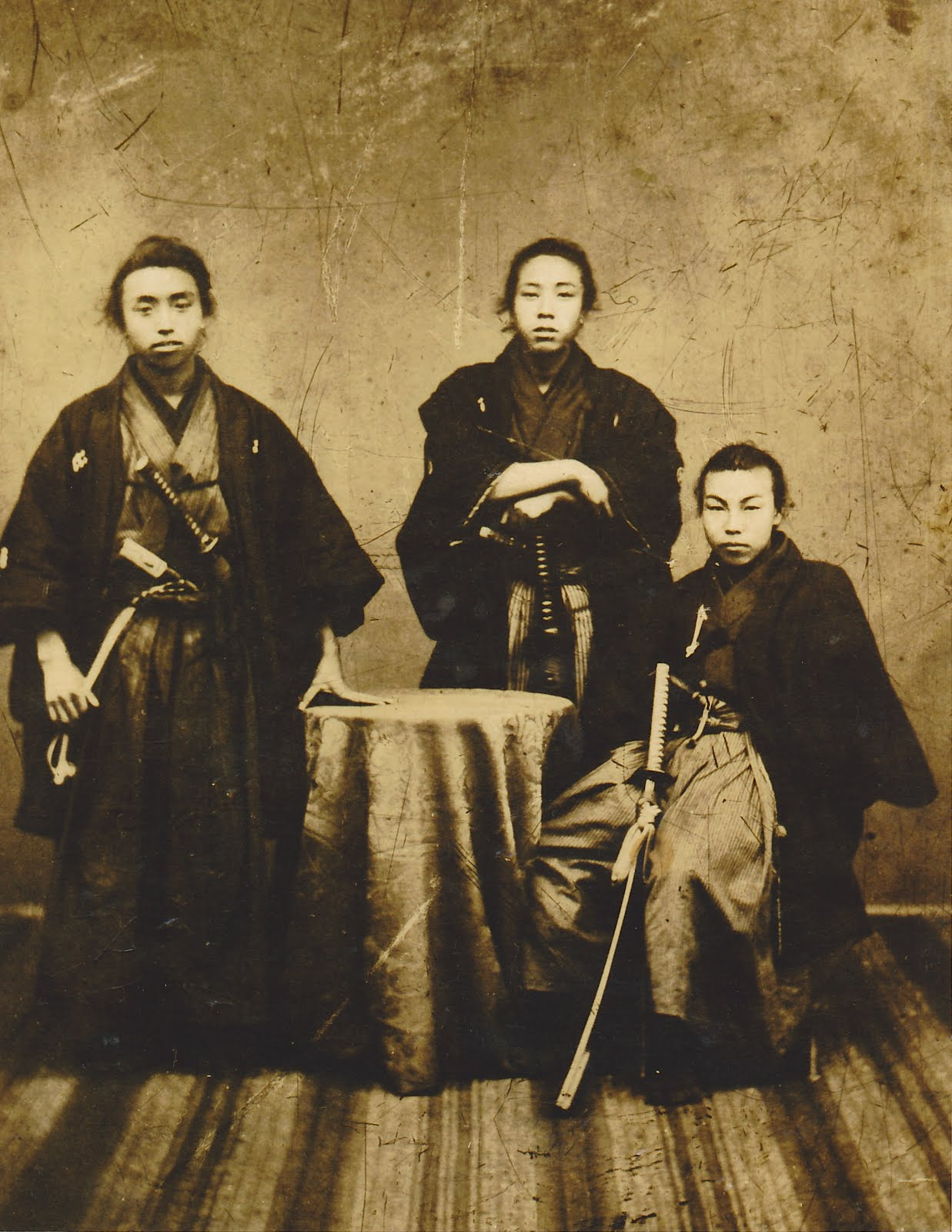
慶應義塾在学中。写真右・間宮斉、中・菊池九郎、左・武藤雄五郎。明治3年（1870年）頃。

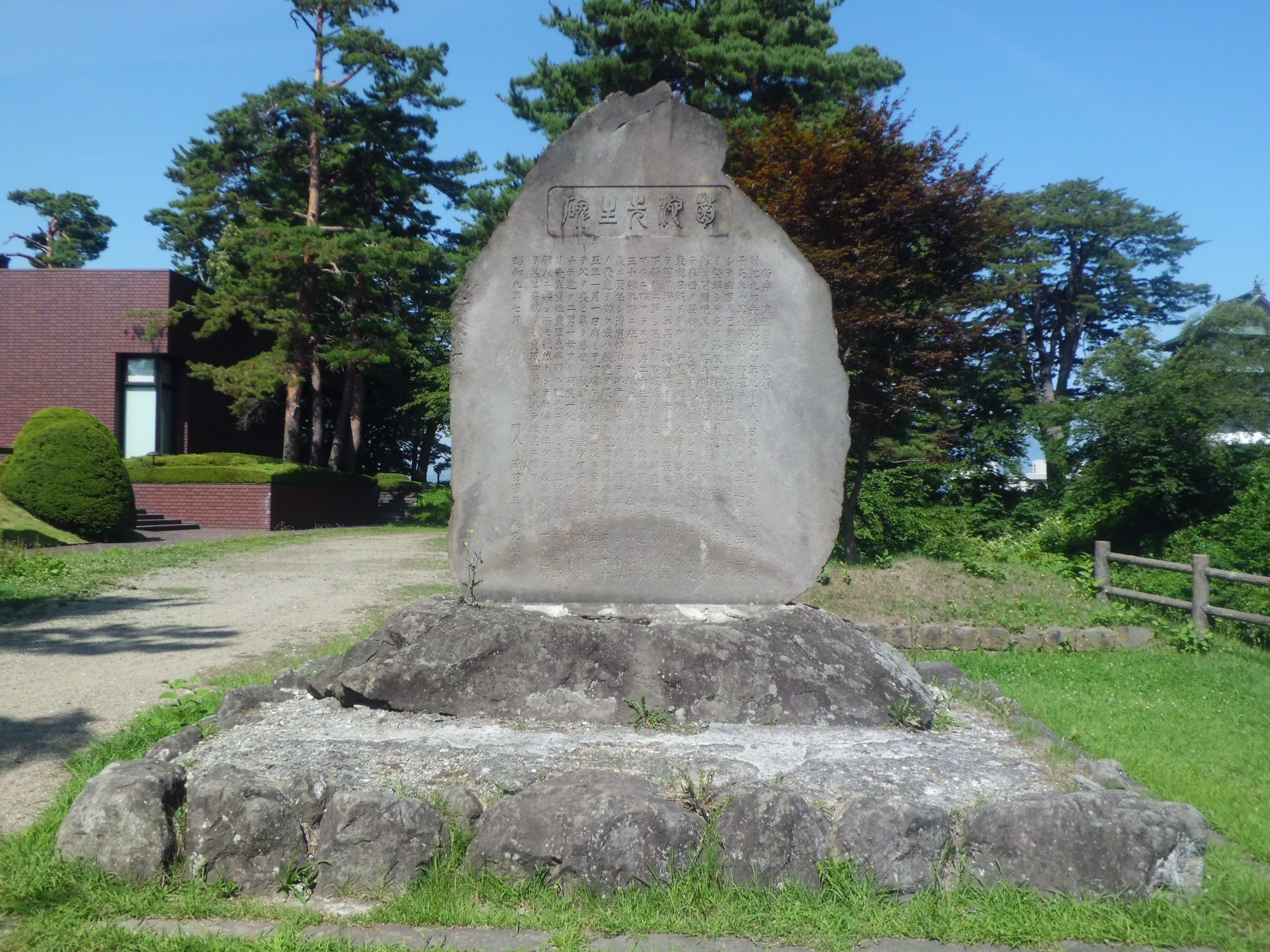
菊池先生碑。弘前公園

菊池 九郎（きくち くろう、1847年10月26日（弘化4年9月18日） - 1926年（大正15年）1月1日）は、日本の武士（弘前藩士）、教育者、官吏、政治家。東奥義塾創立者。新聞『東奥日報』創刊者。東津軽郡郡長、初代・第7代弘前市長、山形県知事、農商務省農務局長、衆議院全院委員長等を歴任。諱は武行。
「東奥の西郷隆盛」と言われ絶賛された。正五位勲四等旭日小綬章。

## 人物
弘前藩（津軽藩士）・菊池新太郎の長男として弘前城下に生まれる。幼名は喜代太郎。
藩校・稽古館に学び、皇漢の学を修め、1864年（元治元年）より藩の勤務。藩校・稽古館で司監を務める。戊辰戦争に際して藩論が新政府支待に傾くと脱藩して庄内藩に向かう。奥羽越列藩同盟のために奥羽各藩の間に、本多庸一と共に奔走して珠功があった。戊辰戦争後の維新の政変に際しては、弘前藩に捕えられ幽囚の身となったが、赦されて藩の参事となる。
1868年（明治元年）弘前藩主、津軽承昭に随行して藩命により洋学の最高峰と言われていた慶應義塾（後の慶應義塾大学）に入る。弘前藩から慶應義塾への藩費留学生には、文久1年11月（1861年）入塾の木村滝弥、文久2年5月入塾の工藤浅次郎、元治2年1月（1864年）入塾の吉崎豊作、慶應元年5月入塾の神辰太郎、佐藤弥六、白戸雄司らが居る。
1870年（明治3年）鹿児島へ留学して薩摩藩の西郷隆盛に心酔する。同藩の兵学校（鹿児島兵学校）に入り、兵制や砲術を研究。広く内外の形勢に触れ、開国進取の思想と育英事業の思想に開眼した。
鹿児島から帰郷した後、旧藩主津軽承昭の援助をうけ、藩校・稽古館の校舎を利用して立漢英学校を興し東奥義塾と名付ける。教師の世話を頼むため、上京して福澤諭吉と面会し、永鳩貞次郎、吉川泰次郎の二人を教員として引き連れて帰郷。東奥義塾は津軽家の支援のもとに運営され、創立当初の東奥義塾は「慶應義塾弘前分校」的色彩が強く、慶應義塾出身の吉川泰次郎の下に教授、助教授、寮監三十六名、会計三名、漢学英学二学部の体制で、開校当初から生徒数は400名という大変な盛況であった。漢学の教授には漢学者の兼松成言が就任。
1877年（明治10年）に西南戦争が勃発すると、東奥義塾の門下生を引き連れ上京。弘前を出発する前日の6月23日、メソジスト監督教会のジョン・イングから洗礼を受ける。
教師、塾生20数名が参加し、菊池は一等中警部心得を命ぜられる。しかし、東京で待機中に西南戦争は終り、弘前藩士族の従軍は戦争に赴かなかった旅団に編入された。
明治21年（1888年）11月22日、当時の青森県下唯一の有力紙は官僚の御用紙といわれた『陸奥新聞』であったが、菊池はこれに対抗して民権伸長の目的で『東奥日報』を誕生させ、初代社長となる。しかし、明治23年（1890年）になって経営難に陥り、株式会社を解散し、榊喜洋芽と蒲田広の3人による個人経営に切り替えた。以後数々の困難を克服して現在に至っている。
1889年（明治22年）市町村制の実施とともに、弘前市はいち早く市制が採られ、初代弘前市長に就任。第1回衆議院議員総選挙に出馬し当選（弥生倶楽部所属後に憲政本党所属）。以後当選9回。1897年（明治30年）に第6代山形県知事となり、松方内閣が与党である進歩党から高官抜擢に際して、高等官二等に任官。明治31年（1898年）農商務省農務局長。日露戦争後に正五位勲四等を受ける。
明治41年（1908年）立憲政友会、進歩党の両党から推されて衆議院全院委員長になった。同年、62歳で政界を引退。明治44年（1911年）に第7代弘前市長に再度就任。
大正15年1月1日(1926年)藤沢市で死去する。葬儀は、東奥義塾葬としてキリスト教式で行われた。弘前公園に頌徳碑がある。

## 栄典
- 1897年（明治30年）5月31日 - 正五位[4]

## 親族
- 父・菊池新太郎 - 津軽藩士
- 妻・幾久 - 東奥義塾女子部の教師
- 長男 菊池良一（衆議院議員）[5]
- 長女・イ子（いね） - 一戸直蔵の妻
- 甥に山田良政、山田純三郎兄弟がいる。